# Thomas Kersting
Thomas Kersting (* 8. September 1958 in Bonn) ist ein deutscher Prähistorischer und Neuzeitlicher Archäologe. Schwerpunkte seiner Arbeit sind die Archäologie der Slawenzeit und der Zeitgeschichte, insbesondere der Zwangslager des 20. Jahrhunderts.

## Leben

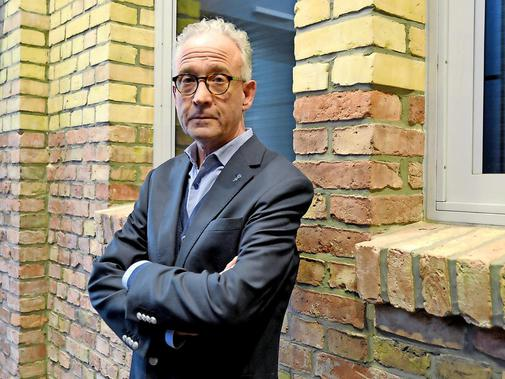
Thomas Kersting

Thomas Kersting studierte an den Universitäten Bonn und München Vor- und Frühgeschichte, Mittelalterliche Geschichte und Historische Geographie. Die Magisterprüfung legte er bei Volker Bierbrauer ab mit einer Arbeit zum alamannischen Reihengräberfeld von Zusamaltheim im Kreis Dillingen an der Donau. Die Promotion erfolgte unter Bierbrauer und Helmut Roth mit einer Dissertation zur Besiedlungsgeschichte des Frühen Mittelalters anhand der Reihengräber in Bayerisch-Schwaben.
Die Teilnahme an mehreren Ausgrabungen in Südtirol erfolgte im Rahmen des DFG-Projektes Klosterberg Säben bei Klausen im Eisacktal (unter Volker Bierbrauer in drei Kampagnen), und unter Hans Nothdurfter (Denkmalamt Bozen) fungierte er als örtlicher Grabungsleiter in zwei Kampagnen in und bei der Kirche St. Prokulus in Naturns im Etschtal.
Nach seiner Tätigkeit im Ortsarchiv im LVR-Amt für Bodendenkmalpflege im Rheinland in Bonn als Studentische Hilfskraft wurde er 1991 als wissenschaftlicher Referent für die stellvertretende Grabungsleitung bei einer Eisenzeit- und Mittelaltersiedlung in Düsseldorf-Rath angestellt.
Ab 1993 arbeitete er als wissenschaftlicher Grabungsleiter im Referat Großvorhaben unter Bernhard Gramsch beim Brandenburgischen Landesmuseum für Ur- und Frühgeschichte (BLMUF), später Brandenburgisches Landesamt für Denkmalpflege und Archäologisches Landesmuseum (BLDAM), bei der archäologischen Begleitung des Autobahnausbaues im Rahmen der Verkehrsprojekte Deutsche Einheit. Im Jahr 1996 konnte er als Referent in das Gebietsreferat Zauche-Teltow-Fläming wechseln, wo er ab 1998 die Referatsleitung übernahm. 2008 wurde Kersting zum Leiter des landesweiten Dezernates Archäologische Denkmalpflege berufen sowie bis zu seinem Ruhestand 2023 in die Funktion als Stellvertretender Landesarchäologe beim BLDAM.

## Forschungsschwerpunkte

### Frühmittelalter
Durch sein Studium und die einschlägige Dissertation sowie seine Grabungstätigkeit in Südtirol befasste er sich intensiv mit Besiedlungsgeschichte, Reihengräberfeldern und Kirchenarchäologie im Übergang von der Spätantike zum Frühmittelalter, vermittelt auch in Ausstellungsform.

### Slawische Archäologie
Seit 1998 war er Fachreferent für Archäologie der Slawenzeit beim BLDAM, in Nachfolge seines Kollegen im Gebietsreferat Klaus Grebe, dem langjährigen Ausgräber der Brandenburg in Brandenburg an der Havel. In dieser Funktion war er seit 2000 regelmäßig mit der (Mit-)Organisation der Tagungen der Sektion Slawenzeit im Mittel- und Ostdeutschen Verband für Altertumsforschung betraut. Für die wissenschaftliche Einrichtung und Betreuung der Abteilung zur Slawenzeit-Archäologie im Archäologischen Landesmuseum Brandenburg im Paulikloster, Brandenburg an der Havel, war Kersting verantwortlich. Ihm oblag dienstlich ebenfalls die Betreuung des DFG-Forschungsprojektes „Slawen an der unteren Mittelelbe“, in Kooperation mit der Universität Göttingen und der Landesarchäologie Mecklenburg-Vorpommern.

### Archäologie der Moderne
Seit 2010 befasst er sich zunehmend mit der Archäologie der Zeitgeschichte, also mit den materiellen Resten von Kriegsgefangenenlagern des Ersten und Zweiten Weltkrieges, Zwangslagern der Zeit des Nationalsozialismus, Waldlagern der Roten Armee am Kriegsende 1945 und auch von DDR-Grenzanlagen. Hinzu kam immer wieder die Betreuung von Anträgen auf Nachsuche nach kriegsbedingt verlagertem NS-Raubgut. Zum 50-jährigen Jubiläum des Mauerbaues gelang es ihm, gemeinsam mit Torsten Dressler ein geeignetes Objekt für die Ausgrabung eines Fluchttunnels zu finden.
Für die Ausgrabungen in einem Kriegsgefangenen-Lager des Ersten Weltkrieges in Wünsdorf (mit Moschee, sog. „Halbmondlager“) zum 100-jährigen Jubiläum des Baubeginns 2015 fand er in Reinhard Bernbeck, Susan Pollock und Torsten Dressler geeignete Partner. Forschungen in Waldlagern der Roten Armee von 1945 fanden vor allem mit Hilfe von ehrenamtlichen Beauftragten statt, die Ergebnisse wurden in einer Ausstellung präsentiert, die seit 2016 schon an zahlreichen Stationen zu sehen war und ist. Sie wurde in Kooperation mit dem Museum Berlin-Karlshorst (vormals Deutsch-Russisches Museum Berlin-Karlshorst) erarbeitet.
Zum 70-jährigen Jubiläum des Kriegsendes 2015 initiierte er die Tagung „Archäologie und Gedächtnis“, die in Kooperation mit der Topographie des Terrors Berlin und der Stiftung Brandenburgische Gedenkstätten organisiert wurde, und von der Stiftung „Erinnerung, Verantwortung und Zukunft“ gefördert wurde. Kersting initiierte und erarbeitete die Grundlagen der großen Sonder- und Wanderausstellung des BLDAM „Ausgeschlossen – Archäologie der NS-Zwangslager“, und kuratierte sie gemeinsam mit Juliane Haubold-Stolle und Lena Sommerfeld. Eine Förderung erfolgte wiederum durch die Stiftung „Erinnerung, Verantwortung und Zukunft“. Eröffnet wurde sie 2020 zum 75. Jubiläum des Kriegsendes, in Kooperation mit dem Dokumentationszentrum NS-Zwangsarbeit, Berlin-Schöneweide und dem Landesdenkmalamt Berlin. Seitdem war die Ausstellung an mehreren Stationen in Berlin, Brandenburg und Westdeutschland zu sehen, letzte Station 2024: Archäologisches Museum Frankfurt am Main. Zur Ausstellung gehört ein Film eines eigens mit dem Dokumentationszentrum NS-Zwangsarbeit veranstalteten Jugendprojektes, der bei der Absuche des Zwangsarbeitslagers Sebaldushof einer Munitionsfabrik bei Treuenbrietzen entstand. Die Daten der dabei gefundenen über 1000 ADREMA-Matrizen (die von sog. Adressiermaschinen stammen) wurden den Arolsen Archives überlassen, auf deren Homepage das Projekt samt Film auch zu sehen ist.
Für das Laténium in Neuchatel, Schweiz, erarbeitete er Teile der Sonderausstellung „Dans les camps. Archéologie de lénfermement“ (Eingesperrt. Archäologische Zeugnisse des Lageralltags; 29. März 2024 – Verlängerung bis zum 27. April 2025).
Im Jahr 2023 übernahm Kersting als Mitglied im Scientific Board die inhaltliche Vorbereitung der internationalen Konferenz „New Challenges: Archaeological Heritage Management and the Archaeology of the 18. to 20. Centuries“ des Europae Archaeologiae Consilium (EAC) in Bonn (für den Verband der Landesarchäologen in der Bundesrepublik Deutschland, gemeinsam mit Alex Hale, Erich Claßen und Regina Smolnik), inklusive des zugehörigen Tagungsbandes als Buch und als ausführliche Internetpublikation. Mit Claßen und Smolnik kuratierte er in Heft 6/2023 den Themenschwerpunkt „Jüngste Zeiten – Graben im Gestern“ der Zeitschrift Archäologie in Deutschland.

### Landesarchäologie
Kerstings Interesse gilt Arbeitsweisen und Strategien der archäologischen Denkmalpflege unter modernen gesetzlichen Bedingungen (Brandenburgisches Denkmalschutzgesetz) mit Verursacherprinzip, ohne Altersbegrenzung von Bodendenkmalen und dem Primat des Denkmalerhalts. Dabei legt er den Schwerpunkt auf Öffentlichkeitsarbeit, Partizipation und Transparenz, auch mit Blick auf ethische Aspekte und Politische Bildung. Seit 2008 oblag ihm die inhaltliche Vorbereitung und Organisation der jährlichen Forschungskonferenz der Landesarchäologie. Im Jahr 2016 organisierte er die Tagung „Erinnerungsorte und Erinnerungskultur“ des Verbandes für Landesarchäologien der Bundesrepublik Deutschland (VLA), die er auch inhaltlich vorbereitete, inklusive Tagungsresüme.

### Ehrenamtliche Archäologie
Seit 2003 ist Kersting zuständig für die Ausbildung der ehrenamtlich Beauftragten des Denkmalamtes, auf seine Initiative erfolgte die Öffnung des Lehrganges für Detektorgänger. In der Folge organisierte er in Kooperation mit Felix Biermann regelmäßige systematische Absuchen metallführender (slawischer und mittelalterlicher) Fundplätze mit dem Ergebnis einer Flut von Metallfunden, die im Ganzen den Blick auf die brandenburgische Archäologie veränderten.

## Mitgliedschaften
Seit 1994 wirkt er als Mitglied in der Archäologischen Gesellschaft in Berlin und Brandenburg e.V. (AGiBB) mit, dabei leistete er 15 Jahre Vorstandsarbeit als stellvertretender Vorsitzender und Geschäftsführer bis Mai 2023. 2008 wurde er als Mitglied für die Landesarchäologie Brandenburg in den Verband der Landesarchäologen der Bundesrepublik Deutschland (VLA) berufen, wo er u. a. die Verbandstagung in Wittenberge 2016 (Erinnerungsorte) verantwortete. Seit 2020 ist er Mitglied im Förderverein (seit 2023 im Vorstand) für die Gedenkstätte Bonn und NS-Dokumentationszentrum e.V. im Stadtmuseum Bonn.

## Publikationen (Auswahl)
Kontinuierlich verfasste Kersting seit 1994 zahlreiche Beiträge im Jahrbuch „Archäologie in Berlin und Brandenburg“, zu verschiedenen Themen der Landesarchäologie, Slawenzeit und Zeitgeschichte sowie anderen Perioden, ebenso wie in der Zeitschrift „Archäologie in Deutschland“ (bei Themenschwerpunkten und Aktuelles aus der Landesarchäologie).
Frühmittelalter- und Mittelalter-Archäologie
- Das alamannische Gräberfeld von Zusamaltheim, Kreis Dillingen a. d. Donau. In: Jahrbuch des Historischen Vereins Dillingen a. d. Donau 93, 1991, 35–253.
- Besiedlungeschichte des Frühen Mittelalters im nördlichen Bayerisch-Schwaben (= Beiträge zur Ur- und Frühgeschichte Mitteleuropas Band 24). Beier und Beran, Weissbach 2000, ISBN 978-3-930036-40-0.
- mit Brigitte Hellmann, Hans Nothdurfer: Prokulus und kein Ende: Archäologische Forschungsgeschichte zu St. Prokulus in Naturns – Ziele der Tagung 10./11. November 2016. In: St. Prokulus in Naturns (= Veröffentlichungen des Südtiroler Kulturinstitutes Band 10). Athesia, Bozen 2019, S. 13–34.
- Kirchen des Mittelalters in Berlin und Brandenburg – Archäologie und Bauforschung. Hrsg. vom BLDAM und Landesdenkmalamt Berlin. Denkmalpflege in Berlin und Brandenburg, Arbeitsheft 3/2006, 302–309 (Organisation der Tagung und Redaktion des Bandes).
- „Monachi habent residuum...“ – Die Wüstung Altena bei Rüdersdorf, Lkr. Märkisch-Oderland. In: Veröffentlichungen zur Brandenburgischen Landesarchäologie 41/42, 2007/2008 (2010), 297–339.

Slawische Archäologie
Gemeinsam mit Felix Biermann und Anne Klammt wirkte Kersting jahrelang als Mit-Herausgeber der Tagungsbände der Sektion zur slawischen Frühgeschichte bei den Tagungen des Mittel- und Ostdeutschen Verbandes für Altertumsforschung, es erschienen
- Siedlung, Kommunikation und Wirtschaft im westslawischen Raum. Beiträge zur Ur- und Frühgeschichte Mitteleuropas (BUFM) 46, 2007.
- Siedlungsstrukturen und Burgen im westslawischen Raum. Beiträge zur Ur- und Frühgeschichte Mitteleuropas 52, 2009.
- Der Wandel um 1000. Beiträge zur Ur- und Frühgeschichte Mitteleuropas 60, 2011.
- Transformationen und Umbrüche des 12./13. Jahrhunderts. Beiträge zur Ur- und Frühgeschichte Mitteleuropas 64, 2012.
- Soziale Gruppen und Gesellschaftsstruktur im westslawischen Raum. Beiträge zur Ur- und Frühgeschichte Mitteleuropas 70, 2013.
- Die frühen Slawen. Von der Expansion zu gentes und nationes. Beiträge zur Ur- und Frühgeschichte Mitteleuropas 81, 2016.
- Religion und Gesellschaft im nördlichen westslawischen Raum. Beiträge zur Ur- und Frühgeschichte Mitteleuropas 82, 2017.
- Burg, Herrschaft und Zentralörtlichkeit im nördlichen westslawischen Raum. Beiträge zur Ur- und Frühgeschichte Mitteleuropas 92, 2020.
- Darin zahlreiche Artikel, insbesondere u. a.

- Ein „interkulturelles“ Medaillon mit Einflüssen unterschiedlicher Zeiten und Regionen von Plänitz in Brandenburg. In: Felix Biermann/Thomas Kersting/Anne Klammt (Hrsg.): Der Wandel um 1000 (= Beiträge zur Ur- und Frühgeschichte Mitteleuropas 60). Langenweißbach 2011, 453–461.
- Archäologische Zeugnisse hochmittelalterlicher Transformation in Brandenburg. In: Thomas Kersting/Felix Biermann/Anne Klammt/Thomas Westphalen (Hrsg.): Transformationen und Umbrüche des 12./13. Jahrhunderts (= Beiträge zur Ur- und Frühgeschichte Mitteleuropas 64). Langenweißbach 2012, 9–16.

Landesarchäologie
- Autobahnarchäologie in Brandenburg – Erfahrungen und erste Ergebnisse. In: Archäologisches Nachrichtenblatt Bd. 2, 1, 1997, S. 28–34.
- Bis zum letzten Meter? Kontrolle ist gut – Vertrauen ist besser. Handlungsfähig bleiben bei Personalreduzierung in der archäologischen Denkmalpflege Brandenburg. Jahrestagung 2014. Hrsg. Landesdenkmalamt Berlin, Vereinigung der Landesdenkmalpfleger (VdL), Verband der Landesarchäologen (VLA), S. 194–197.
- Zukunft für Vergangenheit? Die Brandenburgische Landesarchäologie seit der Wende. In: Feuerstein, Fibel, Fluchttunnel – Archäologie in Berlin und Brandenburg seit der Wende (= Denkmalpflege in Berlin und Brandenburg Arbeitsheft 5). 2017, S. 7–12.
- Erinnerungsorte und Erinnerungskultur – archäologisch gesehen. Versuch eines Tagungs-Resümees. In: Blickpunkt Archäologie 1/2017, S. 35–40.
- Grenzland Brandenburg – Grenzen als archäologische Phänomene. In: Blickpunkt Archäologie 4/2020, S. 251–263
- Ethik und Denkmalschutzrecht im deutschsprachigen Raum – Theorie und Praxis. In: Österreichische Zeitschrift für Kunst und Denkmalpflege 76, Heft 2, 2022, S. 29–42.

Archäologie der Moderne
- mit Claudia Theune et al. (Hrsg.): Archäologie und Gedächtnis. NS-Lagerstandorte Erforschen – Bewahren – Vermitteln (= Denkmalpflege in Berlin und Brandenburg Arbeitsheft 4). Berlin 2016, ISBN 978-3-7319-0470-0.
- Archäologische Denkmalpflege an Objekten des 20 Jahrhunderts in Brandenburg. In: U. Müller/F. Jürgens (Hrsg.), Archäologie der Moderne. Standpunkte und Perspektiven. Tagung Kiel Dezember 2018, Bonn 2020 (Historische Archäologie Sonderband 2020), S. 221–250 (Digitalisat).
- 25 Jahre Archäologie von Krieg und Terror: Beobachtungen und Erfahrungen aus der Praxis in Brandenburg. In: Archäologische Informationen 43, 2020, S. 107–116 (Digitalisat).
- mit Juliane Haubold-Stolle und Claudia Theune et al. (Hrsg.): Ausgeschlossen. Archäologie der NS-Zwangslager. Ausstellungskatalog. BeBra Verlag, Berlin 2020, ISBN 978-3-89809-177-0 (Auch auf Englisch erschienen: Exclusion. Archaeology of the Nazi Internment Camps. Exhibition Catalogue, Berlin)
- Lagerland. Archäologie der Zwangslager des 20. Jahrhunderts – Eine Einführung. BeBra Wissenschaft Verlag, Berlin 2022, ISBN 978-3-95410-297-6.[27]

- mit Christoph Meißner und Elke Scherstjanoi (Hrsg.): Die Waldlager der Roten Armee 1945/46 – Archäologie und Geschichte. BeBra Verlag, Berlin 2022, ISBN 978-3-89809-194-7.[28]
- Archäologie der NS-Lager: Partizipation und Politische Bildung – Kooperation in Brandenburg und Berlin. In: Stiftung Brandenburgische Gedenkstätten, Landesjugendring Brandenburg (Hrsg.): Lernen aus der Geschichte. Weit mehr als Erinnern – Lokales Forschen mit Jugendlichen zum Nationalsozialismus – LaG Magazin 30. März 2022, S. 25–29 (Digitalisat)
- Nazi Camp Site Archaeology in Brandenburg, Germany. In: Journal of Historical Archaeology 2023, 29 S. (doi:10.1007/s41636-022-00383-y).
- mit Erich Claßen und Regina Smolnik: THEMA Jüngste Zeiten – Graben im Gestern. In: AiD Archäologie in Deutschland, 6/2023, S. 20–23.
- Relikte von Krieg und Terror. In: AiD Archäologie in Deutschland, 6/2023, S. 30–33.
- mit Alex Hale, New Challenges: Archaeological heritage management and the archaeology of the 18th to 20th centuries. Foreword, Internet Archaeology 66, 2024. (doi:10.11141/ia.66.1)
- Archaeological Heritage Management and Science on War and Terror Sites in Brandenburg, Germany, Internet Archaeology 66, 2024. (doi:10.11141/ia.66.14)

Ehrenamtliche Archäologie
- Landesarchäologie im Dienste des Bürgers oder umgekehrt? Gedanken aus der Praxis in Brandenburg. In: Archäologische Informationen 35, 2012, S. 93–98.
- Prospektion und Partizipation: systematische Detektorsuche in Brandenburg als citizen science. In: Blickpunkt Archäologie 4, 2018, S. 273–284.
- Legal? Illegal? Sch…atzregal! Genehmigte Nachforschungen in Brandenburg. In: Michaela Aufleger, Petra Tutlies (Hrsg.): Petra Das Ganze ist mehr als die Summe seiner Teile. Festschrift für Jürgen Kunow anlässlich seines Eintritts in den Ruhestand (= Materialien zur Bodendenkmalpflege im Rheinland 27). LVR-Amt für Bodendenkmalpflege, Bonn 2018, ISBN 978-3-9820399-0-9, S. 85–94, ISBN 978-3-9820399-0-9

## Belege
1. ↑  Thomas Kersting, C. Peschke: Die Ausgrabung von Düsseldorf-Rath: vorgeschichtliche und mittelalterlich-neuzeitliche Besiedlungsspuren. Ein Vorbericht. In: Bonner Jahrbücher 195, 1995, S. 351–370.
2. ↑  Ausstellungen vor 2003. Abgerufen am 21. Juni 2023 (deutsch).
3. ↑  Mittel- und Ostdeutschen Verband für Altertumsforschung
4. ↑  Universität Göttingen – Öffentlichkeitsarbeit: DFG-Projekt "Slawen an der unteren Mittelelbe" - Universität Göttingen. Abgerufen am 21. Juni 2023.
5. ↑  Landesarchäologie. Homepage des Landesamtes, abgerufen am 21. Juni 2023.; DFG - GEPRIS - Untersuchungen zur ländlichen Besiedlung, zum Burgenbau und zu Besiedlungsstrukturen an der Nordgrenze des linonischen Siedlungsgebietes. Projektpräsentation, abgerufen am 21. Juni 2023.
6. ↑  dpa-Artikel in der Zeitschrift Focus: GeschichteSuche nach angeblichem Nazi-Schatz im Stolpsee erfolglos
7. ↑  Maximilian Kiewel: Der Schatz im Stolpsee. In: Jüdische Allgemeine. 19. Februar 2013, abgerufen am 21. Juni 2023.
8. ↑  Tagung im Jagdschloss Schorfheide | Die Kunstsammlung Hermann Görings in Carinhall - Was ist aus ihr geworden (PDF), auf schorfheide-museum.de
9. ↑  Torsten Dressler: Homepage. Abgerufen am 21. Juni 2023.
10. ↑  Beiträge des Workshops | Reinhard Bernbeck/Torsten Dressler/Martin Gussone/Thomas Kersting/Susan Pollock/Ulrich Wiegmann: | Ausgrabung in Moschee und Kriegsgefangenenlager des 1. Weltkriegs von 1915 in Wünsdorf, Brandenburg (Memento vom 29. März 2023 im Internet Archive) (PDF), auf icomos.de
11. ↑  Sterne im Wald – Soldaten der Roten Armee zwischen Krieg und Frieden 1945: Vortrag von Dr. Thomas Kersting, auf museumsfernsehen.de
12. ↑  Tomas Morgenstern: Wohin die Sieger verschwanden. Abgerufen am 21. Juni 2023.; Thomas Kersting, Chr. Unglaub, J. Wacker, E. Scherstjanoi: Zwischen Krieg und Frieden – Waldlager der Roten Armee 1945. Begleitheft zur Sonderausstellung im Landesmuseum im Paulikloster 21. April bis 21. Juli 2016. Berlin 2016.
13. ↑  Christoph Lobinger im Rundbrief Archäologie und Gedächtnis. NS-Lagerstandorte | erforschen, bewahren und vermitteln (PDF), gedenkstaettenforum.de
14. ↑  Josefine Puppe: Archäologie und Gedächtnis. NS-Lagerstandorte |erforschen, bewahren, vermitteln. In: Rezension HSozKult. H-Soz-Kult. Kommunikation und Fachinformation für die Geschichtswissenschaften | Geschichte im Netz | History in the web, 21. Juni 2023, abgerufen am 21. Juni 2023.
15. ↑  Alfredo González-Ruibal, Thomas Kersting, Laurent Olivier and the Editorial Collective of Forum Kritische Archäologie: Archaeology of the Contemporary Past: An Interview with Alfredo González-Ruibal, Thomas Kersting and Laurent Olivier. (PDF) In: EAC Conference Bonn. EAC, 2024, abgerufen am 21. Juni 2023 (englisch).
16. ↑  Märkische Allgemeine Zeitung: Bildergalerie: Ausstellung „Ausgeschlossen. Archäologie der NS-Zwangslager“ im Heimmuseum Falkensee. 3. Oktober 2022, abgerufen am 21. Juni 2023.
17. ↑  Archäologische Objekte aus Zwangslagern: Verschüttete Geschichte des Grauens. 23. November 2023, abgerufen am 4. Dezember 2023.
18. ↑  Sebaldushof | Lost Place Treuenbrietzen | Ehemalige Munitionsfabrik. Abgerufen am 21. Juni 2023.
19. ↑  Living History: Schicksale auf Blech. Abgerufen am 21. Juni 2023 (deutsch).
20. ↑  Dans les camps. Archéologie de l’enfermement – Laténium. Abgerufen am 7. Mai 2024.
21. ↑  Les spécificités de l’archéologie du passé récent, auf latenium.ch
22. ↑  Annual meeting 2023 | The 24th EAC Annual Meeting took place at the LVR LandesMuseum, Bonn, Germany 23-25 March 2023. In: EAC Conference Bonn. EAC, 2024, abgerufen am 21. Juni 2023 (englisch).
23. ↑  Issue 66. Abgerufen am 7. Mai 2024 (englisch).
24. ↑  Thomas Kersting/J. Wacker, Illegale Detektorsuche in Brandenburg. Vom Saulus zum Paulus – Ausbildung ehrenamtlicher Bodendenkmalpfleger. In: Blickpunkt Archäologie 3/2019 (2020), 189–193; Thomas Kersting/Felix Biermann, Ringe, Rinder, Silberflitter – Ergebnisse von Detektorprospektionen in Brandenburg 2018. In: Archäologie in Berlin und Brandenburg 2018 (2020), 25–27.
25. ↑  Förderverein - Besucherinformationen - Bonn - Gedenkstätten NRW - Startseite. Abgerufen am 4. Dezember 2023.
26. ↑  Siehe Publikationen auf academia.edu.
27. ↑  Lagerland - Archäologie der Zwangslager des 20. Jahrhunderts in Brandenburg. Abgerufen am 22. Juni 2023 (deutsch).
28. ↑  Buchpräsentation.

| Personendaten    | Personendaten           |
| ---------------- | ----------------------- |
| NAME             | Kersting, Thomas        |
| ALTERNATIVNAMEN  | Kersting, Thomas R.     |
| KURZBESCHREIBUNG | deutscher Prähistoriker |
| GEBURTSDATUM     | 8. September 1958       |
| GEBURTSORT       | Bonn                    |